# Marc Wallenberg
 Der er for få eller ingen kildehenvisninger i denne artikel, hvilket er et problem. Du kan hjælpe ved at angive troværdige kilder til de påstande, som fremføres i artiklen.

Marc Wallenberg, kaldet "Boy-Boy" (28. juni 1924 – 18. november 1971) var en svensk bankmand, søn af Marcus Wallenberg Jr, gift med Olga (f. Wehtje), far til Marcus Wallenberg III og Axel Wallenberg.
Marc Wallenberg var reserveofficer i kystartilleriet. Han tog officerseksamen ved Kungliga Sjökrigsskolan den 1. september 1947.
Marc Wallenberg udnævntes til vice-administrerende direktør for Stockholms Enskilda Bank i 1956 og efterfulgte sin fader som administrerende direktør to år senere. I efteråret 1971 blev det bekendtgjort, at Stockholms Enskilda Bank skulle sluttes sammen med Skandinaviska Banken, og dermed danne Skandinaviska Enskilda Banken (SEB). Wallenberg begik samme år selvmord. Årsagerne til dette er omstridt, men sikkert er det at presset på ham i forbindelse med dannelsen af SEB blev stadigt større. Hans farbroder, Jacob Wallenberg var kraftigt imod, medens hans fader Marcus Wallenberg var for,- og var den som i realiteten bestemte. Dette resulterede i, at Marc (som formodentlig selv var imod) var den som skulle gennemføre faderens forslag imod sin farbroder, som han egentlig holdt med. Dette resulterede i at han skød sig i Huddinge.